# تپه گورستان کهریز
تپه قبرستان کهریز مربوط به دوران پارینه‌سنگی جدید است و در شهرستان کرمانشاه، بخش مرکزی، دهستان قره سو، ۶۰۰ متری شرق روستای کهریز واقع شده و این اثر در تاریخ ۲۶ اسفند ۱۳۸۷ با شمارهٔ ثبت ۲۵۶۹۴ به‌عنوان یکی از آثار ملی ایران به ثبت رسیده است.